# I Cry When I Laugh
I Cry When I Laugh (en español: Lloro cuando me rio) es el álbum debut de la cantante, compositora y pianista británica Jess Glynne, que se publicó el 21 de agosto de 2015 a través de Atlantic Records. La única canción explícita del álbum es Saddest Vanilla.

## Lista de canciones
| I Cry When I Laugh – Edición Estándar en Reino Unido e Irlanda |                                     |                                                                                                  |                                |          |  |
| N.º                                                            | Título                              | Escritor(es)                                                                                     | Producer(s)                    | Duración |  |
| 1.                                                             | «Strawberry Fields (Intro)»         | Jessica Glynne Knox Brown                                                                        | Knox Brown                     | 1:21     |  |
| 2.                                                             | «Gave Me Something»                 | Glynne Brown Starsmith                                                                           | Starsmith                      | 3:27     |  |
| 3.                                                             | «Hold My Hand»                      | Glynne                                                                                           | Starsmith Patterson            | 3:47     |  |
| 4.                                                             | «Real Love» (con Clean Bandit)      | Glynne Bennett Patterson Grace Chatto Robert Harvery Richard Boardman Cleo Tighe Sarah Blanchard | Clean Bandit Starsmith The Six | 3:55     |  |
| 5.                                                             | «Ain't Got Far to Go»               | Glynne Brown Bennett Dow-Smith                                                                   | Starsmith Brown                | 3:23     |  |
| 6.                                                             | «Take Me Home»                      | Glynne Steve Mac Wayne Hector Nick Tsang                                                         | Steve Mac                      | 4:25     |  |
| 7.                                                             | «Don't Be So Hard on Yourself»      | Glynne Hector Tom Barnes Pete Kelleher] Ben Kohn                                                 | TMS                            | 3:31     |  |
| 8.                                                             | «You Can Find Me»                   | Glynne Talay Riley Dow-Smith                                                                     | Starsmith                      | 3:27     |  |
| 9.                                                             | «Why Me»                            | Glynne Brown                                                                                     | Knox Brown                     | 3:31     |  |
| 10.                                                            | «Love Me»                           | Glynne Brown Bennett                                                                             | Knox Brown                     | 3:37     |  |
| 11.                                                            | «It Ain't Right»                    | Glynne Dow-Smith James Newman                                                                    | Starsmith                      | 4:01     |  |
| 12.                                                            | «No Rights No Wrongs»               | Glynne Brown Bennett Dow-Smith Jonny Coffer Newman                                               | Brown Starsmith                | 4:02     |  |
| 13.                                                            | «Saddest Vanilla» (con Emeli Sandé) | Glynne Emeli Sandé Shahid Khan                                                                   | Naughty Boy                    | 4:01     |  |
| 14.                                                            | «Right Here»                        | Glynne Matthew Robson-Scott Kye Gibbon Bennett                                                   | Gorgon City                    | 3:40     |  |

| I Cry When I Laugh – Edición de Lujo en Reino Unido e Irlanda (bonus tracks) |                                                       |                                                                                         |                       |          |  |
| N.º                                                                          | Título                                                | Escritor(es)                                                                            | Productor(s)          | Duración |  |
| 15.                                                                          | «Home»                                                | Glynne Bennett Bless Beats                                                              | Bless Beats           | 3:39     |  |
| 16.                                                                          | «Bad Blood»                                           | Glynne Bennett Bless Beats Big Shizz                                                    | Bless Beats Big Shizz | 3:09     |  |
| 17.                                                                          | «My Love» (Acústica)                                  | Glynne Mac Rowan Jones                                                                  | Mac                   | 3:02     |  |
| 18.                                                                          | «Not Letting Go» (Tinie Tempah featuring Jess Glynne) | Glynne Patrick Okogwu Jermaine Jackson Bless Beats Bennett Krishane Murray Lewis Jankel | Bless Beats Shift K3Y | 3:51     |  |
| 19.                                                                          | «Rather Be» (Clean Bandit featuring Jess Glynne)      | Patterson James Napier Nicole Marshall Chatto                                           | Chatto, Patterson     | 3:47     |  |
| 20.                                                                          | «My Love» (Route 94 featuring Jess Glynne)            | Glynne, Jones                                                                           | Jones                 | 4:22     |  |

| I Cry When I Laugh – Edición Norteamericana |                                                  |                                              |                       |          |  |
| N.º                                         | Título                                           | Escritor(es)                                 | Productor(s)          | Duración |  |
| 1.                                          | «Gave Me Something»                              | Glynne Brown Smith Bennett                   | Starsmith Brown       | 3:27     |  |
| 2.                                          | «Hold My Hand»                                   | Glynne Bennett Patterson Wroldsen            | Starsmith Patterson   | 3:47     |  |
| 3.                                          | «Ain't Got Far to Go»                            | Glynne Brown Bennett Dow-Smith               | Starsmith, Knox Brown | 3:23     |  |
| 4.                                          | «Take Me Home»                                   | Glynne Mac Hector Tsang                      | Mac                   | 4:25     |  |
| 5.                                          | «Don't Be So Hard on Yourself»                   | Glynne Hector Barnes Kelleher Kohn           | TMS                   | 3:31     |  |
| 6.                                          | «No Rights No Wrongs»                            | Glynne Brown Bennett Dow-Smith Coffer Newman | Brown                 | 4:02     |  |
| 7.                                          | «You Can Find Me»                                | Glynne Riley Dow-Smith                       | Starsmith             | 3:27     |  |
| 8.                                          | «My Love» (Acoustic)                             | Glynne Mac Jones                             | Mac                   | 3:02     |  |
| 9.                                          | «Rather Be» (Clean Bandit featuring Jess Glynne) | Patterson Napier Marshall Chatto             | Chatto                | 3:47     |  |
| 10.                                         | «Saddest Vanilla» (con Emeli Sandé)              | Glynne Sandé Khan                            | Naughty Boy           | 4:01     |  |
| 11.                                         | «Why Me»                                         | Glynne Brown                                 | Brown                 | 3:31     |  |

| I Cry When I Laugh – Edición Internacional |                                                       |                                                                  |                                |          |  |
| N.º                                        | Título                                                | Escritor(es)                                                     | Productor(s)                   | Duración |  |
| 12.                                        | «Real Love» (with Clean Bandit)                       | Glynne Bennett Patterson Chatto Harvery Boardman Tighe Blanchard | Clean Bandit Starsmith The Six | 3:39     |  |
| 13.                                        | «Not Letting Go» (Tinie Tempah featuring Jess Glynne) | Glynne Okogwu Jackson Bless Beats Bennett Murray Jankel          | Bless Beats Shift K3Y          | 3:51     |  |

| I Cry When I Laugh – Edición Japonesa |                                            |                                    |              |          |  |
| N.º                                   | Título                                     | Escritor(es)                       | Productor(s) | Duración |  |
| 14.                                   | «It Ain't Right»                           | Glynne Dow-Smith Newman            | Starsmith    | 4:01     |  |
| 15.                                   | «Right Here»                               | Glynne Robson-Scott Gibbon Bennett | Gorgon City  | 3:40     |  |
| 16.                                   | «My Love» (Route 94 featuring Jess Glynne) | Glynne, Jones                      | Jones        | 4:22     |  |

Notas
- La edición de lujo fue re-empaquetada como Digipak

## Listas y certificaiones

### Commercial
I Cry When I Laugh debutó en el número uno en UK Albums Chart con ventas de 60,000 copias.

### Listas
| Lista (2015)                      | Posición |
| --------------------------------- | -------- |
| Australia (ARIA)                  | 7        |
| Bélgica (Ultratop flamenca)       | 22       |
| Bélgica (Ultratop valona)         | 63       |
| Países Bajos (Album Top 100)      | 6        |
| Irlanda (IRMA)                    | 3        |
| Italia (FIMI)                     | 10       |
| Nueva Zelanda (Recorded Music NZ) | 36       |
| Escocia (Scottish Albums Chart)   | 1        |
| Reino Unido (UK Albums Chart)     | 1        |
| US (Billboard 200)                | 25       |

### Certificaciones
| Territorio              | Organismo certificador | Certificación | Ventas certificadas |
| ----------------------- | ---------------------- | ------------- | ------------------- |
| Bandera del Reino Unido | BPI                    | Oro           | 100 000             |

## Historial de estreno
| País        | Fecha                | Formato             | Edición(s)      | Discográfica | Ref.   |
| ----------- | -------------------- | ------------------- | --------------- | ------------ | ------ |
| Irlanda     | 14 de agosto de 2015 | CD Descarga digital | Standard Deluxe | Atlantic     | [ 17 ] |
| Reino Unido | 14 de agosto de 2015 | CD Descarga digital | Standard Deluxe | Atlantic     | [ 18 ] |